# Arnaque à Hollywood
Pour les articles homonymes, voir The Comeback Trail.
Pour plus de détails, voir Fiche technique et Distribution.
Arnaque à Hollywood (The Comeback Trail) est une comédie américaine coécrite et réalisée par George Gallo, sortie en 2020. Il s'agit d'un remake du film du même nom (en) de Harry Hurwitz, sorti en 1982.
Le film se déroule dans les années 1970 à Hollywood. Max Barber est un producteur de cinéma qui a contracté une dette auprès de la mafia. Il ne voit alors qu'une fraude à l'assurance pour s'en sortir. Il décide donc d'assassiner une ancienne star du cinéma, Duke Montana, durant un faux tournage. Ce dernier est une ancienne gloire du western aujourd'hui en pleine dépression.

## Synopsis
En 1974 à Hollywood, Max Barber est le producteur de Miracle Motion Picture, un studio de films à petits budgets « nanardesques ». Son neveu, Walter l'aide à tenir la boutique mais les affaires ne sont pas aux beaux fixes. Leur dernier film, Killer Nuns (Les Nonnes Tueuses) est un véritable flop à cause de la communauté catholique qui se sent offensée par la représentation des religieuses. Pour empêcher quiconque d'aller voir le film, les militants bloquent l'entrée des cinémas. Ne pouvant rien faire, Max rentre chez lui où l'attend Reggie Fontaine, le financeur du film. Mafieux cinéphile, Reggie exige que Max lui rembourse les 350 000 $ qu'a couté le film. Max a 72 heures pour trouver la somme et se précipite chez James Moore, un producteur montant que Max avait pris à ses débuts. James n'y voit aucun inconvénient et demande simplement le script de Terry Miller, Paradise, que Max possède en échange. James sait que Max ne pourra jamais produire le film à cause de ses maigres finances et pressent que Paradise pourrait facilement obtenir un Oscar. Max s'y oppose malgré les sommes de plus en plus folles que lui propose James et s'en va.
Dans son bureau, il en discute avec Walter qui l'enclin à accepter car l'argent permettrait de financer leur futurs projets. À contrecœur, Max accepte et James l'emmène lui et Walter sur le toit d'un immeuble pour y voir Frank Pierce, star et acteur principal de son nouveau film. Walter vient serrer la main de Frank qui se tient sur le rebord du toit et qui s'écrase en contrebas à la suite d'un faux mouvement. De retour chez lui, Max fulmine devant le numéro auquel se livre James pour émouvoir le public et enrage en apprenant la somme (plusieurs millions) que son poulain va toucher de l'assurance. Les 72h étant écoulées, Reggie revient et Max lui soumet son idée pour remplir leur poche : créer un faux tournage où l'acteur principal mourra "par accident" pour toucher l'argent de l'assurance. Reggie accepte de lui prêter 1 million tout en lui précisant bien qu'il le tuera si sa combine échoue.
Accompagné de Walter (qui ne sait rien de son marché avec Reggie), Max se rend dans une maison de retraite pour acteurs pour chercher la star de son film "La Plus Vieille Gâchette de L'Ouest". Ils y trouvent Duke Montana, une ancienne star du western alcoolique, adepte de roulette russe, et lui propose le rôle principal que ce dernier accepte. Lors de l'audition pour trouver le réalisateur, Duke exige que Megan Albert le soit ce que Max accepte.
Max pense que l'affaire sera réglé rapidement mais ses tentatives d'assassinats (respectivement, un chariot en feu, un pont au-dessus d'un précipice et un taureau enragé) s'avèrent être tous des échecs. Reggie lui téléphone régulièrement et hors de lui, décide de se rendre sur le tournage pour tuer Duke ainsi que Max. Max tente une dernière fois de tuer son acteur en ouvrant le gaz de sa caravane. Appelé par Walter, Max visionne les prises et se rend compte que le film pourrait être un énorme carton. Max se précipite dehors pour sauver Duke, qui n'est pas dans sa caravane, mais Max est envoyé à l'hôpital à cause de l'explosion.
Son neveu comprend ce que son oncle a tenté de faire mais Max lui explique qu'il a décidé de sauver le film après le visionnage des rush. Ayant compris que Reggie et ses hommes se rendent sur le tournage, Max et Walter arrivent à temps. Duke et Max se retrouvent devant un écran où Reggie s'apprête à les tuer au moment où Walter démarre les prises. Reggie est fasciné et se ravise en comprenant lui aussi le potentiel du long-métrage. Max explique à Duke ce qu'il comptait faire et la star lui pardonne. Duke lui explique que ses pensées suicidaire vienne du fait qu'il avait dû choisir entre sa vie d'acteur et son amour pour une femme. De nouveau en bon terme, le tournage se clôture.
Quelques mois plus tard, La Plus Vieille Gâchette de L'Ouest est en lice pour les Oscars, Reggie a signé un partenariat pour les futurs films de Max et Paradise sera co-produit par James. Duke préfère s'éclipser et se rend dans la propriété de Bess, la femme qu'il aimait.
Une scène post-crédits montre la bande-annonce des Nonnes Tueuses.

## Fiche technique
Sauf indication contraire, les informations mentionnées dans cette section peuvent être confirmées par la base de données cinématographiques IMDb,  présente dans la section « Liens externes ».
- Titre original : The Comeback Trail
- Titre français : Arnaque à Hollywood
- Réalisation : George Gallo
- Scénario : George Gallo et Josh Posner, d'après le film The Comeback Trail de Harry Hurwitz
- Direction artistique : Joe Lemmon
- Décors : Stephen J. Lineweaver
- Costumes : Melissa Vargas
- Photographie : Lucas Bielan
- Montage : John M. Vitale
- Musique : Aldo Shllaku
- Production : Julie Lott Gallo, Joy Sirott Hurwitz, David Ornston, Steven Tyler Sahlein, Richard Salvatore et Ghalib Datta
- Sociétés de production : StoryBoard Media, Don Kee Productions, Lucky 13 Productionsn, March On Productions, Scoring Berlin et Sprockefeller Pictures
- Sociétés de distribution : Cloudburst Entertainment (États-Unis), Originals Factory (France)
- Budget : 25 millions de dollars
- Pays de production :  États-Unis
- Langue originale : anglais
- Format : couleur
- Genre : comédie
- Durée : 104 minutes
- Dates de sortie[1] :
  - États-Unis : 12 octobre 2020 (Festival du film de Mill Valley)
  - France : 22 juillet 2021 (en VOD)[2]

## Distribution
- Robert De Niro (VF : Patrick Messe) : Max Barber
- Tommy Lee Jones (VF : Féodor Atkine) : Duke Montana
- Morgan Freeman (VF : Benoît Allemane) : Reggie Fontaine
- Zach Braff (VF : Alexis Tomassian) : Dr Walter Creason
- Eddie Griffin (VF : Mohad Sanou) : Devin Wilton
- Emile Hirsch (VF : Alexandre Nguyen) : James « Jimmy » Moore
- Patrick Muldoon (VF : Maurice Decoster) : Frank Pierce
- Vincent Spano : Joey
- Nick Vallelonga : Mob Boss
- Kate Katzman (VF : Caroline Victoria): Megan Albert
- Blerim Destani : Boris

 Source et légende : version française (VF) sur RS Doublage

## Production

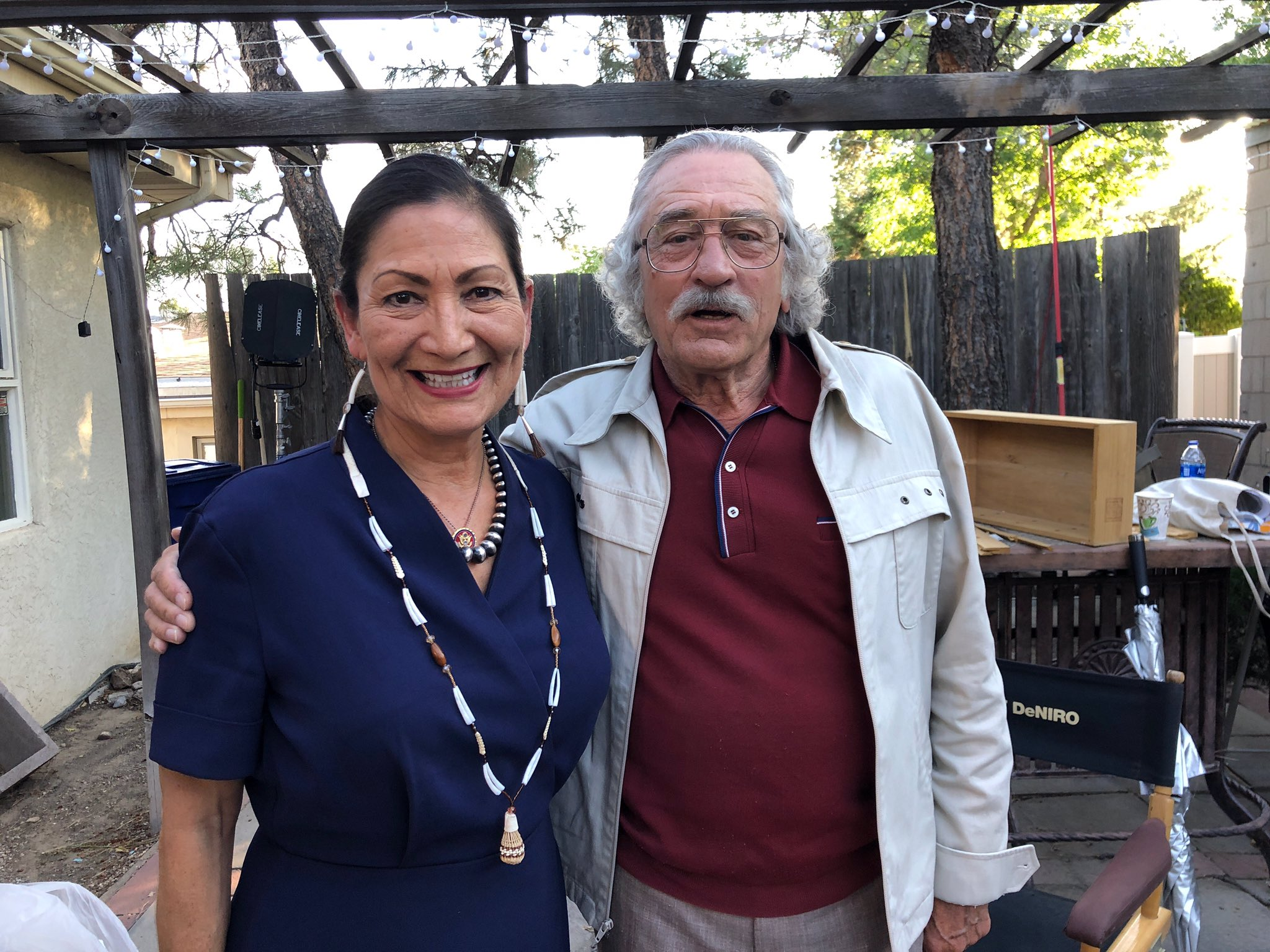
Deb Haaland rend visite à Robert De Niro sur le tournage en 2019

Le projet est annoncé en mai 2019. Robert De Niro, Tommy Lee Jones et Morgan Freeman sont annoncés dans les rôles principaux du film, écrit et réalisé par George Gallo. Zach Braff et Eddie Griffin les rejoignent le mois suivant,. En juillet 2019, Emile Hirsch est confirmé.
Le tournage débute en juin 2019. Il a lieu à Albuquerque au Nouveau-Mexique, Cincinnati dans l'Ohio, les studios Universal en Californie.

## Sortie et accueil

### Dates de sortie
La sortie du film était initialement fixée au 18 décembre 2020 dans les salles américaines, mais elle est reportée en raison de la pandémie de Covid-19. En Angleterre et en France, le film est sorti directement en VOD, respectivement le 19 juin et le 23 juillet 2021.

### Critique
Le film reçoit des critiques globalement négatives. Sur l'agrégateur américain Rotten Tomatoes, il récolte 32% d'opinions favorables pour 22 critiques et une note moyenne de 5,4⁄10. Le consensus suivant résume les critiques compilées par le site : «  ».
En France, le film obtient une note moyenne de 3⁄5 sur le site AlloCiné, qui recense 5 titres de presse.

### Box-office
Le film ne récolte que 2 407 255 $ au box-office.